# Es gibt noch Haselnußsträucher
Es gibt noch Haselnußsträucher ist ein deutsches Filmdrama des Regisseurs Vojtěch Jasný aus dem Jahr 1983. Die Literaturverfilmung basiert auf einem Roman des belgischen Schriftstellers Georges Simenon. In der Hauptrolle verkörpert Heinz Rühmann den vereinsamten französischen Bankier Perret-Latour. Luitgard Im, Katharina Böhm und Anneliese Uhlig spielen tragende Rollen.

## Handlung
Nachdem der alternde französische Bankier François Perret-Latour seine Geschäfte in die Hände eines fähigen Nachfolgers übergeben hat, gibt es immer wieder Momente in seinem Leben, in denen er sich einsam und unausgefüllt fühlt. Obwohl er dreimal verheiratet war und auch Kinder in die Welt gesetzt hat, ist er meist allein. Eines Tages erhält er einen Anruf von seiner ersten Ehefrau, die in Amerika lebt, dass der gemeinsame Sohn Selbstmord begangen habe. Als erstes sorgt er dafür, dass die Familie seines verstorbenen Sohnes finanzielle Unterstützung erhält. Dann lässt Perret-Latour, aufgewühlt durch diese Nachricht, sich von seinem Chauffeur in die Natur fahren, wo er staunend bei einem Haselnussstrauch stehenbleibt und sich einen Zweig abbricht, der dann auf seinem Nachttisch einen Platz findet. Seiner Hausdame Madame Juliette Daven hatte er erzählt, dass er schon ewig keinen Haselnussstrauch mehr gesehen habe und dieser Erinnerungen an seine Kindheit in ihm wecken würde.
Mitten in der Nacht wird ihm der Besuch seiner sechzehnjährigen Enkelin Nathalie gemeldet, die sich hilfesuchend an ihn wendet, da sie schwanger ist. Nachdem Perret-Latour getestet hat, wie ernst es der jungen Frau damit ist, das Kind behalten zu wollen, sichert er ihr seine Hilfe zu. Von seinem Rechtsanwalt Paul Terran erfährt er, dass es im französischen Gesetz den Artikel 336 gebe, nach dem es möglich sei, dass auf der Geburtsurkunde nur der Name des Vaters erscheine, der Name der Mutter also nicht erwähnt werde. Perret-Latour will sich selbst als Vater ausgeben und für das Kind sorgen, um seiner Enkelin so alle Chancen für ihre Zukunft offenzuhalten. Nathalie ist einverstanden, stellt ihm aber die Frage, ob er das Kind wieder herausgeben werde, wenn sie es eines Tages bei sich haben wolle, was er ihr verspricht.
Am Abend findet ein Familienessen statt, an dem neben Perret-Latours zweiter Frau Jeanne auch der gemeinsame Sohn der beiden Jacques, Nathalies Vater, sowie dessen neue Freundin Hilda teilnehmen. Nachdem der Bankier ihnen seinen Plan auseinandergesetzt hat, sind sie ebenfalls einverstanden.
Als das Kind geboren ist, meldet Perret-Latour es beim Standesamt an und gibt sich als Vater aus. Der kleine Junge soll Yves Jacques François Perret-Latour heißen. Nach einigen Irritationen kann man ihm die Beurkundung aber nicht verweigern und so hält das Baby Einzug in die große, direkt über der Bank gelegene Pariser Wohnung am Place Vendôme. Unter seine Matratze in der Wiege legt Perret-Latour schmunzelnd einige Haselnüsse.

## Produktionsnotizen
Die Dreharbeiten fanden in Paris statt. Die Erstausstrahlung des Films erfolgte am 3. April 1983 im ZDF.

## Kritik
TV Spielfilm zeigte mit dem Daumen nach oben, gab für Humor und Anspruch jeweils einen von drei Punkten, für Spannung zwei und war der Ansicht, dass Rühmann in einer seiner letzten Rollen noch einmal als Charakterdarsteller besteche. Toll! Das Fazit lautete:

„Hochbetagt gibt Rühmann noch mal alles!“